# San Francisco International Film Festival

Logo des Festivals

Das San Francisco International Film Festival (SFIFF) in San Francisco ist mit fünfzehn Tagen Dauer eines der am längsten durchgängig veranstalteten internationalen Filmfestivals der Vereinigten Staaten. Es wird seit 1957 jährlich von der San Francisco Film Society veranstaltet und findet zwei Wochen lang im Frühjahr statt. Gezeigt werden um die 200 Filme aus mehr als 50 Ländern, darunter vor allem Produktionen, die in den Vereinigten Staaten noch nicht veröffentlicht wurden. Verliehen werden unter anderem der New Directors Award, der Golden Gate Award sowie ein FIPRESCI-Preis.

## Geschichte
Mit der Gründung des San Francisco International Film Festivals 1957 versuchte der Filmaussteller Irving „Bud“ M. Levin, den Platz San Franciscos in der internationalen Kunstszene zu sichern und das Kino als Kunstform zu präsentieren. Das Festival spielte eine wichtige Rolle bei der Vorstellung ausländischer Filme vor dem amerikanischen Publikum. Unter den Filmen des ersten Festivals waren Throne of Blood (dt. Das Schloss im Spinnwebwald) von Akira Kurosawa und Pather Panchali (dt. Apus Weg ins Leben: Auf der Straße) von Satyajit Ray.
Anfangs wurde das Festival von den großen Hollywood-Studios kaum unterstützt, da man zu großen Einfluss internationaler Filme bei der Bevölkerung und den Rückgang der kommerziellen Aufmerksamkeit von den Oscars befürchtete. Erst 1959 spielte ein großer amerikanischer Film auf dem Festival: Beloved Infidel (dt. Die Krone des Lebens) von Henry King mit Gregory Peck und Deborah Kerr in den Hauptrollen.
Das Festival hebt aktuelle Trends in der internationalen Film- und Videoproduktion hervor. Seit seiner Gründung verschreibt sich das Festival, über 70.000 Mitgliedern in San Francisco und Berkeley Filme vorzuführen.
Am 17. Oktober 2005 wurde Graham Leggat Geschäftsführer der San Francisco Film Society. Der gebürtige Schotte starb am 25. August 2011 mit 51 Jahren an Krebs. Ihm folgte für kurze Zeit Bingham Ray nach, bis er nur 10 Wochen nach seiner Amtszeit am 23. Januar 2012 verstarb, worauf Ted Hope die Geschäfte übernahm. Im März 2014 wurde Noah Cowan, der vormals dem Toronto International Film Festival vorstand, Geschäftsführer der San Francisco Film Society und des San Francisco International Film Festivals.
Die aktuelle Stammbesetzung des Festivals besteht heute aus Rachel Rosen (Programmdirektorin), Rod Armstrong (Programmierer), Audrey Chang (Managerin des Golden Gate Awards) und Joseph Flores (Programmkoordinator).
Das 60. San Francisco International Film Festival fand vom 5. bis 19. April 2017 am Phyllis Wattis Theater des San Francisco Museum of Modern Art statt.

## Preisverleihungen

### Irving M. Levin Directing Award
Der Hauptpreis des Festivals, der Irving M. Levin Directing Award, wird jedes Jahr dem „Meister des Weltkinos“ verliehen. Bis 2002 wurde er Akira Kurosawa Award genannt, ab 2003 Founder’s Directing Award, und ab 2015 ist er auch namentlich Irving M. Levin gewidmet. Folgenden Regisseuren wurde er verliehen:
- Akira Kurosawa, 1986
- Michael Powell, 1987
- Robert Bresson, 1988
- Joseph L. Mankiewicz, 1989
- Jirí Menzel, 1990
- Marcel Carné, 1991
- Satyajit Ray, 1992
- Ousmane Sembène, 1993
- Manoel de Oliveira, 1994
- Stanley Donen, 1995
- Arthur Penn, 1996
- Francesco Rosi, 1997
- Im Kwon-taek, 1998
- Arturo Ripstein, 1999
- Abbas Kiarostami, 2000
- Clint Eastwood, 2001
- Warren Beatty, 2002
- Robert Altman, 2003
- Miloš Forman, 2004
- Taylor Hackford, 2005
- Werner Herzog, 2006
- Spike Lee, 2007
- Mike Leigh, 2008
- Francis Ford Coppola, 2009[7]
- Walter Salles, 2010[8]
- Oliver Stone, 2011[9]
- Kenneth Branagh, 2012[10]
- Richard Linklater, 2014[11]
- Philip Kaufman, 2013[12]
- Guillermo del Toro, 2015[13]
- Mira Nair, 2016[14]

### Peter J. Owens Award
Nach dem Stifter von Kunst- und Wohltätigkeitsorganisationen Peter J. Owens (1936–1991) aus San Francisco benannt, soll diese Auszeichnung einen Schauspieler, dessen Arbeit die Brillanz, Unabhängigkeit und Integrität veranschaulicht, jährlich verliehen werden. Folgenden Schauspielern wurde er verliehen:
- Harvey Keitel, 1996
- Annette Bening, 1997
- Nicolas Cage, 1998
- Sean Penn, 1999
- Winona Ryder, 2000
- Stockard Channing, 2001
- Kevin Spacey, 2002
- Dustin Hoffman, 2003
- Chris Cooper, 2004
- Joan Allen, 2005
- Ed Harris, 2006
- Robin Williams, 2007
- Maria Bello, 2008
- Robert Redford, 2009[7]
- Robert Duvall, 2010[8]
- Terence Stamp, 2011[9]
- Judy Davis, 2012[15]
- Harrison Ford, 2013[12]
- Jeremy Irons, 2014[16]
- Richard Gere, 2015[17]
- Ellen Burstyn, 2016[14]

### Kanbar Award
Der Kanbar Award erkennt die entscheidende Rolle beim Erstellen großartiger Drehbücher an. Unter den Preisträgern waren:
- Paul Haggis, 2005
- Jean-Claude Carrière, 2006
- Robert Towne, 2007
- Peter Morgan, 2008
- James Toback, 2009[7]
- James Schamus, 2010[8]
- Frank Pierson, 2011[9]
- David Webb Peoples, 2012[15]
- Eric Roth, 2013[12]
- Stephen Gaghan, 2014
- Paul Schrader, 2015[18]
- Tom McCarthy, 2016[14]

### Mel Novikoff Award
Benannt zu Ehren des legendären Filmausstellers San Franciscos Mel Novikoff (1922–87) wird diese Auszeichnung an eine Einzelperson oder Organisation verliehen, die für ihre Beiträge zur diversen Filmgemeinschaft der Bay Area bedeutsam ist. Zu den jüngsten Empfängern gehören:
- David Shepard, 2000
- Donald Krim, 2000
- San Francisco Cinematheque, 2001
- Cahiers du cinéma, 2001
- David Francis, 2002
- Manny Farber, 2003
- Paolo Cherchi Usai, 2004
- Anita Monga, 2005
- Kevin Brownlow, 2007
- James Lewis Hoberman, 2008
- Bruce Goldstein, 2009[7]
- Roger Ebert, 2010[8]
- Serge Bromberg, 2011[9]
- Pierre Rissient, 2012[15]
- Peter von Bagh, 2013[12]
- David Thomson, 2014
- Lenny Borger, 2015[19]
- Janus Films and The Criterion Collection, 2016[14]

### Golden Gate Persistence of Vision Award
Der Golden Gate Persistence of Vision Award, kurz auch POV Award genannt, würdigt die lebenslange Leistung eines Filmemachers, der Dokumentarfilme, Kurzfilme, Animationen oder Fernsehaufträge produziert. Zu den jüngsten Empfängern gehören:
- Jan Švankmajer, 1997
- Robert Frank, 1998
- Johan van der Keuken, 1999
- Faith Hubley, 2000
- Kenneth Anger, 2001
- Fernando Birri, 2002
- Pat O’Neill, 2003
- Jon Else, 2004
- Adam Curtis, 2005
- Guy Maddin, 2006
- Heddy Honigmann, 2007
- Errol Morris, 2008
- Lourdes Portillo, 2009[7]
- Don Hertzfeldt, 2010[8]
- Matthew Barney, 2011[9]
- Barbara Kopple, 2012[15]
- Jem Cohen, 2013[12]
- Isaac Julien, 2014[20]
- Kim Longinotto, 2015[21]
- Aardman Animations, 2016[14]

### George Gund III Craft of Cinema Award
Dem langjährigen Vorstandsvorsitzenden der San Francisco Film Society George Gund III (1937–2013) zu Ehren wurde der George Gund III Craft of Cinema Award gestiftet. Er ehrt einen würdigen Filmemacher für herausragende und einzigartige Beiträge zur Kinokunst. Zu den jüngsten Empfängern gehören:
- Ray Dolby, 2013[22]
- John Lasseter, 2014[23]
- Maurice Kanbar, 2015[24]
- Peter Coyote, 2016[25]

### Midnight Awards
Von 2007 bis 2011 wurden die Midnight Awards je einem weiblichen und männlichen jungen Schauspieler verliehen, die herausragend am unabhängigen und Hollywood-Kino gewirkt haben und ihre auffällige Intelligenz, Talent und Charaktertiefe in ihren Rollen verkörpern zu verstehen. Zu den Empfängern gehören:
- Rosario Dawson and Sam Rockwell, 2007
- Rose McGowan and Jason Lee, 2008
- Evan Rachel Wood and Elijah Wood, 2009
- Clifton Collins junior and Zoe Saldana, 2011